# أليسون ميتشيل
أليسون ميتشيل (بالإنجليزية: Alison Mitchell)‏ هي صحفية بريطانية، ولدت في القرن العشرين.